# Ньювілл (Алабама)
Ньювілл (англ. Newville) — місто (англ. town) в США, в окрузі Генрі штату Алабама. Населення — 544 особи (2020).

## Географія

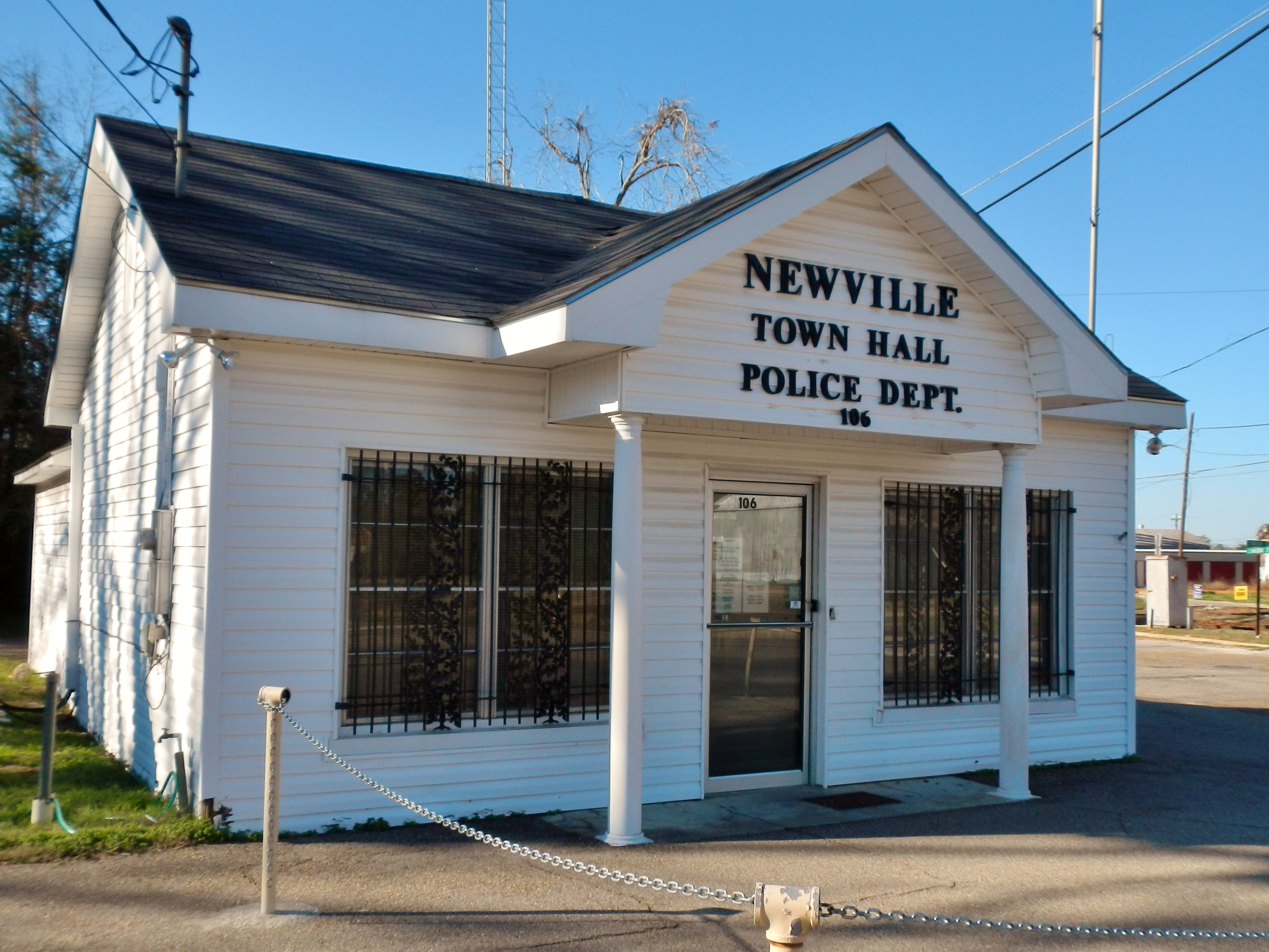
Ньювілльська ратуша та поліцейський відділок

Ньювілл розташований за координатами 31°25′14″ пн. ш. 85°20′12″ зх. д. / 31.42056° пн. ш. 85.33667° зх. д. (31.420604, -85.336687).  За даними Бюро перепису населення США в 2010 році місто мало площу 10,41 км², уся площа — суходіл.

## Демографія

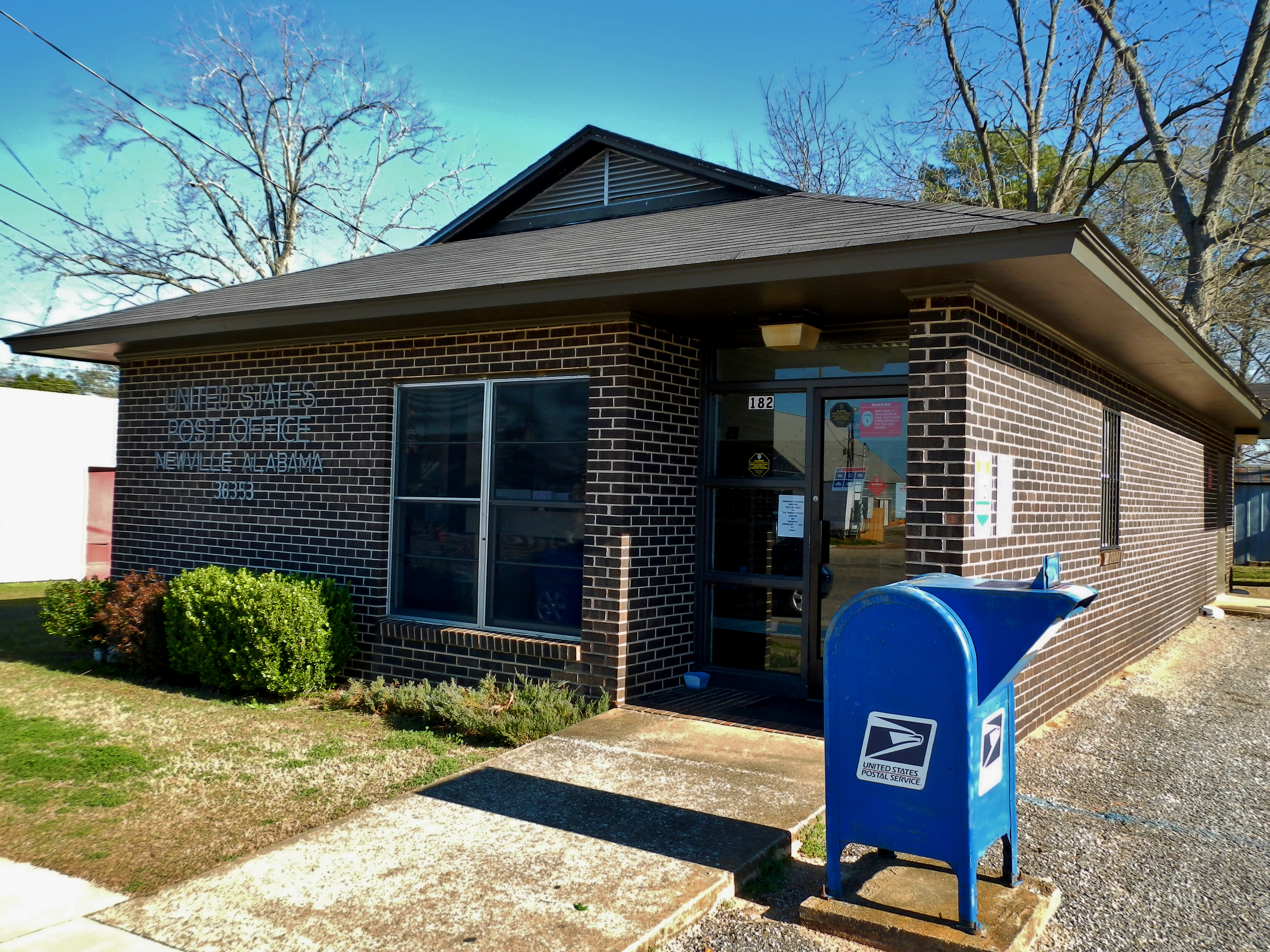
Пошта

Згідно з переписом 2010 року, у місті мешкало 539 осіб у 208 домогосподарствах у складі 143 родин. Густота населення становила 52 особи/км².  Було 253 помешкання (24/км²).
Расовий склад населення:
| - 53,4 % — білих - 40,1 % — чорних або афроамериканців - 4,5 % — осіб інших рас |

До двох чи більше рас належало 2,0 %. Частка іспаномовних становила 8,3 % від усіх жителів.
За віковим діапазоном населення розподілялося таким чином: 25,2 % — особи молодші 18 років, 60,5 % — особи у віці 18—64 років, 14,3 % — особи у віці 65 років та старші. Медіана віку мешканця становила 39,2 року. На 100 осіб жіночої статі у місті припадало 96,0 чоловіків;  на 100 жінок у віці від 18 років та старших — 94,7 чоловіків також старших 18 років.
Середній дохід на одне домашнє господарство  становив 35 967 доларів США (медіана — 31 172), а середній дохід на одну сім'ю — 46 317 доларів (медіана — 35 000). Медіана доходів становила 18 833 долари для чоловіків та 19 625 доларів для жінок. За межею бідності перебувало 21,0 % осіб, у тому числі 16,3 % дітей у віці до 18 років та 25,7 % осіб у віці 65 років та старших.
Цивільне працевлаштоване населення становило 229 осіб. Основні галузі зайнятості: освіта, охорона здоров'я та соціальна допомога — 32,8 %, будівництво — 16,6 %, роздрібна торгівля — 11,4 %, виробництво — 8,7 %.